# Vonteego Cummings
Pour les articles homonymes, voir Cummings.
Vonteego Cummings, né le 29 février 1976 à Thomson en Géorgie, est un joueur américain de basket-ball. Il évolue au poste de meneur.